# Sauroglossum distans
Sauroglossum distans là một loài thực vật có hoa trong họ Lan. Loài này được Lindl. ex Garay miêu tả khoa học đầu tiên năm 1978.